# Sông Pełcznica
```
Pełcznica
 là một dòng sông của 
Ba Lan
, một nhánh của sông Strzegomka.
```

Sông Pełcznica nằm ở Lower Silesia, và là nhánh lớn nhất của Strzegomka, dài 39 km. theo chiều dài nguồn của dòng sông bắt đầu phía trên của Walbrzych, trong dãy núi Wałbrzych, trên sườn phía bắc của khối núi Sylvan, gần Glinik cũ. Nó cao khoảng 450 mét so với mực nước biển, chảy qua Walbrzych và Świebodzice.
Phân khúc Walbrzych được phân luồng một phần và chảy dưới thành phố, chỉ có thể nhìn thấy trên bề mặt từ quận Old Spa. Giữa Wałbrzych và Świebodzicami, dòng sông tạo ra một yếu tố quan trọng của Công viên Cảnh quan Książański. Nó chảy vào Strzegomka, gần làng Skarżyce như là nhánh phụ của nó.
Các nhánh lớn hơn của dòng sông là các dòng suối: Sobięcinka, Poniatówka, Lubiechowski Potok và Szczawnik. Hiện tại, nước từ Pełcznica thay đổi từ độ tinh khiết cấp I đến III. Con sông bị ô nhiễm nặng nề với bùn thải từ bể lắng và than cốc tuyển nổi tại các mỏ Walbrzych. Một công trình nước thải cũ gần đó cũng đang bơm nước thải thô xuống sông khi lượng nước thải quá nhiều cho hệ thống bơm cũ. Chúng ta có thể thấy rằng dòng sông đang bị ô nhiễm với màu nâu sẫm nặng nề và tỏa ra mùi hóa chất nhẹ. Nguồn gốc của sự ô nhiễm là gần phố Legnicka, nơi tọa lạc của trường cao đẳng bách khoa (Politechnika Wrocławska w Wałbrzychu). Các chất gây ô nhiễm được bơm xuống sông đã giết chết tất cả cuộc sống trong và xung quanh sông.